# پارک ملی واترامو
پارک ملی واترامو (به لاتین: Watamu Marine National Park) یک پارک ملی در کنیا است که در Watamu, Kenya (300m offshore) واقع شده‌است.